# Jim Sinclair
Jim Sinclair (* Oktober 1940) ist US-amerikanischer Nationalität und autistisch. Bekannt ist Sinclair seit 1992 als aktivistische Person der Autismusrechtsbewegung und der Neurodiversitätsbewegung.

## Leben
Sinclair wurde als intergeschlechtliche Person geboren und als Mädchen erzogen, fing aber erst im Alter von zwölf Jahren an zu sprechen – einem Alter, in dem autistische Kinder normalerweise nicht mehr anfangen zu sprechen. Laut eigenen Angaben wusste Sinclair nicht, dass Sprache dazu da ist, sich gegenseitig etwas mitzuteilen.
Nach dem Bachelor-Abschluss in Psychologie schloss Sinclair ein postgraduales Studium in Kinder- und Entwicklungspsychologie ab sowie eine Ausbildung zum Counselor für Rehabilitation.
Nachdem bis ins Erwachsenenalter hinein erfolglos versucht worden war, Sinclairs Geschlechtlichkeit sowohl operativ als auch mit Hormongaben zu beeinflussen, identifiziert sich Sinclair als geschlechtsneutral (neuter).

## Einsatz für autistische Menschen
Sinclair hat sich vielseitig für die Rechte von autistischen Menschen eingesetzt, gründete zusammen mit Kathy Lissner Grant und Donna Williams 1992 das Autism Network International (ANI) und leitet es seitdem. Sinclair gilt gemeinhin als erste aktivistische Person für Neurodiversität und als Mitinitiator der Neurodiversitätsbewegung (vergleiche Autistic Pride Day).
Laut eigenen Aussagen möchte Sinclair als „autistische Person“ und nicht als „Person mit Autismus“ betrachtet werden, denn der Autismus ist Sinclairs Auffassung nach kein Anhängsel, sondern eine Art zu sein, die jede Empfindung und jede Wahrnehmung färbt und somit untrennbar von der Person ist. Sinclair schrieb mehrere Artikel über Autismus, darunter Trauert nicht um uns (1993: Don't Mourn for Us), der an die Eltern autistischer Kinder gerichtet ist und diese auffordert, nicht ihre Trauer darüber, kein „normales“ Kind bekommen zu haben, an ihrem vorhandenen autistischen Kind auszulassen.
Ein weiterer ins Deutsche übersetzter Artikel von Sinclair ist betitelt mit Was bedeutet es, anders zu sein? (1992: What Does Being Different Mean?). Sinclair beschreibt den Autismus aus interner Sicht und zeigt auf, dass es nichts Schlimmes ist, autistisch zu sein, und dass die Menschen ihre Maßstäbe überdenken sollten, die sie an autistische Menschen legen. Nach Sinclairs Ansicht funktionieren autistische Menschen nicht schlechter oder besser, sondern nur anders – sofern ihnen mit einer positiven Haltung begegnet wird. Wenn ihnen überlassen wird, die Dinge zu tun, wie sie es am besten können, dann werden sie viel mehr erreichen.

## Schriften
Archiv-Übersicht:
- Jim Sinclair's Web Site: About Autism. (Memento vom 21. Oktober 2008 im Internet Archive).

Übersetzungen:
- Artikel: Was bedeutet es anders zu sein? In: Autismus-Kultur.de. 6. März 2019 (original 1992: What Does Being Different Mean?).
- Essay: Trauert nicht um uns. In: Autismus-Kultur.de. 5. April 2019 (original 1993: Don’t Mourn for Us).